# Vogelmann (Heraldik)

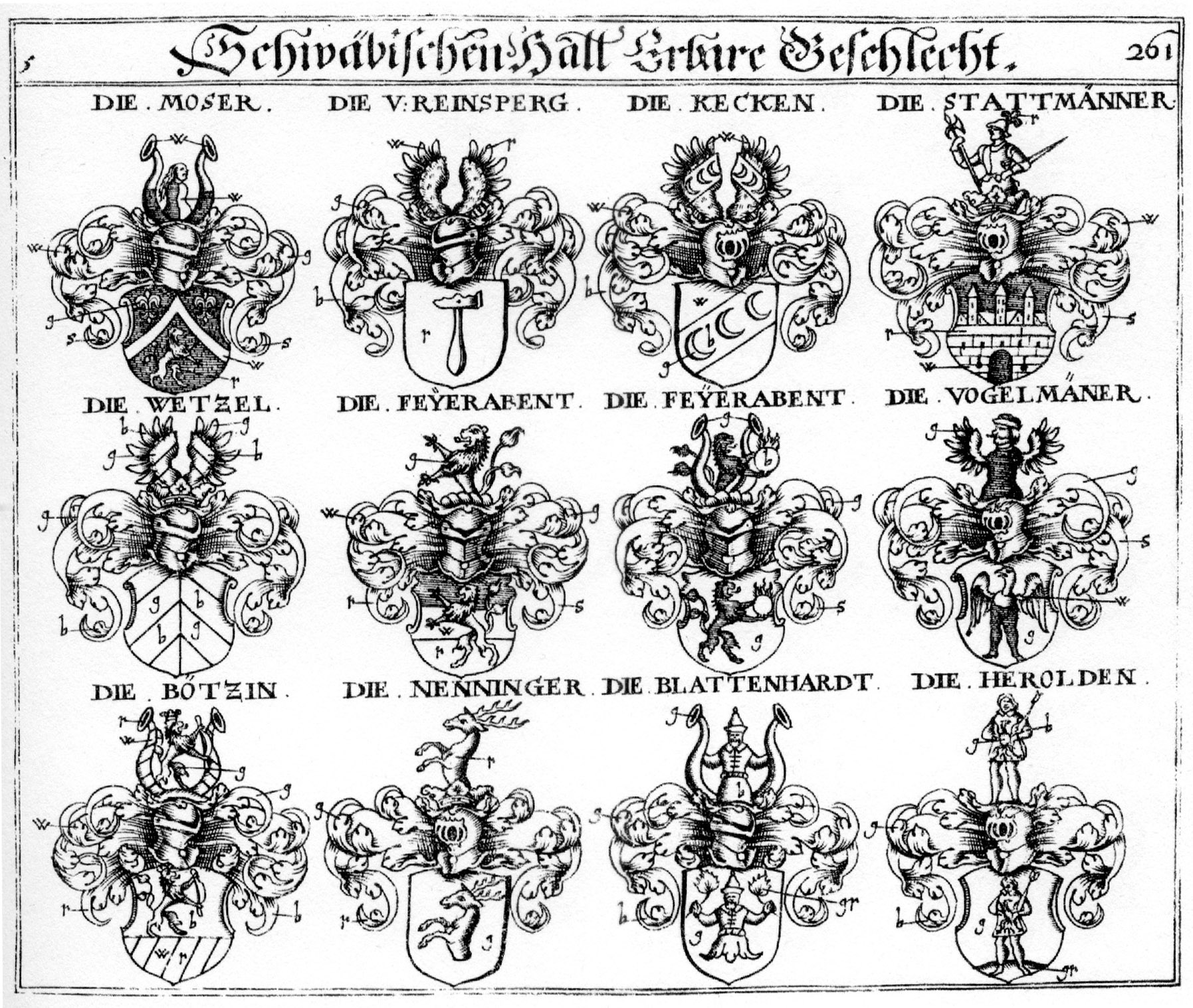
Aus Siebmachers Wappenbuch: Bild zweite Reihe rechts

Der Vogelmann, ein Mischwesen aus Vogel und Mensch, ist in der Heraldik eine Wappenfigur und ein Fabelwesen.
Dargestellt wird ein Vogel mit silbernem Oberkörper und einem schwarzen Unterkörper eines Mannes. Die Beine können geharnischt sein. Der Vogelmann wird auch als Schwan(en)mann und Schwanenmensch bezeichnet, da das Oberteil mit den weit ausgebreiteten silbernen Flügeln einem Schwan nahe kommt. Das Wappen soll einem alten schwäbischen Adel gleichen Namens gehören und ein redendes Wappen sein.